# Ernie Freeman
Ernest Aaron Freeman (16 de agosto de 1922 - 16 de mayo de 1981) fue un pianista, organista, director de orquesta y  arreglista estadounidense. Fue responsable de arreglar muchos discos exitosos de rhythm and blues y pop music de los años 50 a los 70.

## Nacimiento y familia
Freeman nació en Cleveland, Ohio. Sus padres fueron Ernest Freeman, Sr. y Gertrude Freeman (de soltera Richardson). Tenía un hermano, Art Freeman, que se dedicaba a la música y la grabación y, a veces, colaboraba con Ernest Freeman. La esposa de Freeman fue Isabelle Freeman (de soltera Collier), quien también colaboró con él en algunas canciones. Freeman tuvo una hija, Janis.

## Carrera
En 1935 comenzó a tocar en clubes nocturnos del área de Cleveland y también formó un trío de música clásica para funciones sociales locales con su padre y su hermana  Evelyn. Alrededor de 1939, él y Evelyn formaron una nueva banda, The Evelyn Freeman Swing Band, con otros adolescentes de Cleveland Central High School. Evelyn tocaba el piano, mientras que Ernie tocaba el saxofón y también comenzó a escribir arreglos para la banda. La banda comenzó un compromiso regular en el Circle Ballroom en Cleveland y transmitió programas para la estación de radio WHK. En 1942, la mayor parte de la banda, además de Evelyn, se unió a la US Navy y se convirtió en la primera Navy Band totalmente negra, llamada The Gobs of Swing con Ernie como líder.
Freeman tocó en numerosas sesiones tempranas de  rock y  R&B en  Los Ángeles, California, en la década de 1950, particularmente en  Specialty,  Modern y  Aladdin  sellos, así como para artistas blancos como Duane Eddy y Bobby Vee. Tocó el piano en The Platters '"The Great Pretender" en 1955, y comenzó a lanzar varios instrumentales  discos propios, al principio en [Cash Records.  Estos incluyen "Jivin 'Around" (# 5 en la lista de R&B en 1956). En 1956, Ernie Freeman Combo and the Platters apareció en Columbia Pictures  ' Rock Around The Clock' 'presentado por Alan Freed. En el mismo año firmó con Imperial Records, donde lanzó 29 singles y siete LP durante los siguientes siete años. Su primer sencillo para el sello fue "Lost Dreams", que alcanzó el puesto # 7 en la lista de R&B. Su versión de portada de Bill Justis '"Raunchy", su mayor éxito en  solista, alcanzó el número 4 en la lista pop y el número 1 en la lista de R&B en 1957. Regresó a las listas de éxitos en 1958, cuando su versión de "Indian Love Call" alcanzó el puesto 58 en la lista de éxitos   Billboard .
Freeman actuó para el famoso concierto Cavalcade of Jazz producido por  Leon Hefflin Sr. celebrado en el Auditorio Shrine en Los Ángeles el 3 de agosto de 1958. Los otros artistas principales fueron Little Willie John, Ray Charles, Sam Cooke y Bo Rhambo. Sammy Davis Jr. estuvo allí para coronar a la ganadora del concurso de belleza Miss Cavalcade of Jazz. El evento contó con los cuatro mejores disc jockey destacados de Los Ángeles.
En 1958, la Ernie Fields Orchestra, incluido Freeman, se convirtió en la banda de la casa del recién formado sello discográfico  Rendezvous. En 1961, con Palmer, Johnson y René Hall, comenzaron a grabar como B. Bumble and the Stingers, y Freeman tocaron el piano en su primer éxito, "Bumble Boogie" (pero no en su último éxito, "Nut Rocker"). En el mismo año, Lew Bedell, el propietario de Doré Records, le sugirió que grabara una versión de un Maxwell House publicitario jingle. El disco, "Percolator (Twist)", fue acreditado a Billy Joe & the Checkmates y subió al número 10 en el   Billboard  Hot 100 en principios de 1962. Freeman también actuó y organizó para The Routers y su grupo paralelo The Marketts.
Continuó una exitosa carrera de  sesión en la década de 1960, arreglando y apareciendo en material de Frank Sinatra ("That's Life", "Strangers in the Night"), Connie Francis ("Corazón celoso", "Addio, mi 'amore"), Dean Martin ("Todo el mundo ama a alguien", "En algún lugar hay alguien"), Johnny Mathis y Petula Clark (" This Is My Song", "For Love"), y convertirse en director musical con Reprise Registros. De 1960 a 1969 organizó prácticamente todas las sesiones de Snuff Garrett en Liberty Records, incluidos los artistas Julie London, Bobby Vee, Johnny Burnette, Gene McDaniels, Timi Yuro y Walter Brennan, así como una serie de más de 25 álbumes instrumentales con el título "Las 50 guitarras de Tommy Garrett" que incluían un quién es quién de los músicos de sesión de Los Ángeles, Tommy Tedesco, Laurindo Almeida, Howard Roberts, Bob Bain y Barney Kessel, entre muchos, muchos otros. Como nota a pie de página, "National City" de Joiner Arkansas Junior High School Band, registrada en 53 en mayo de 1960, fue creada por un grupo de músicos de estudio dirigido por Ernie Freeman. Freeman también compuso música para varias películas, incluidas  The Cool Ones  (1967),   The Double Man  (1967),  The Pink Jungle  (1968) y   Duffy  (1968); y arregló el álbum de 1972 de Columbia Records de Carol Burnett "Carol Burnett Featuring If I Could Write a Song".
En 1970 contribuyó con arreglos de cuerdas para el "Bridge Over Troubled Water" álbum de Simon and Garfunkel antes de su jubilación más adelante en la década. En 1972 , publicó un sencillo "Overture" en el sello Oak Records. Según varias fuentes, sufría de alcoholismo. Murió en su casa en Los Ángeles en 1981 de un ataque cardíaco y está enterrado en Forest Lawn Memorial Park, Glendale, California.

## Discografía

### Solos(como intérprete nombrado)
| Año  | Single (cara A, cara B) Ambas caras del mismo álbum, excepto cuando se indica           | Posiciones | Posiciones | Álbum                             |
| Año  | Single (cara A, cara B) Ambas caras del mismo álbum, excepto cuando se indica           | US Pop     | US R&B     | Álbum                             |
| ---- | --------------------------------------------------------------------------------------- | ---------- | ---------- | --------------------------------- |
| 1955 | "Jivin' Around"—Part 1 b/w Part 2                                                       | -          | 5          | Jivin "O" Round                   |
| 1955 | "The Shuck" b/w "Our Love"                                                              | -          | -          | Temas que no son del álbum        |
| 1956 | "Lost Dreams" b/w "Rockin' Around"                                                      | -          | 7          | Jivin "O" Round                   |
| 1956 | "Rainy Day" b/w "Funny Face"                                                            | -          | -          | Jivin "O" Round                   |
| 1956 | "Spring Fever" b/w "Walking The Beat"                                                   | -          | -          | Jivin "O" Round                   |
| 1956 | "A Touch Of The Blues" b/w "Return To Me"                                               | -          | -          | Jivin "O" Round                   |
| 1957 | "Without A Love" b/w "Night Life"                                                       | -          | -          | Temas que no son del álbum        |
| 1957 | "River Boat" b/w "Swing It" (Non-album track)                                           | -          | -          | Twistin' Time                     |
| 1957 | "Dumplin's" b/w "Beautiful Weekend"                                                     | 75         | -          | Twistin' Time                     |
| 1957 | "Raunchy" b/w "Puddin'" (Non-album track)                                               | 4          | 1          | Raunchy                           |
| 1958 | "The Tuttle" b/w "Leaps and Bounds"                                                     | -          | -          | Temas que no son del álbum        |
| 1958 | "Theme From Igor" b/w "Shape Up"                                                        | -          | -          | Temas que no son del álbum        |
| 1958 | "Indian Love Call" b/w "Summer Serenade"                                                | 59         | -          | Dreaming With Freeman             |
| 1958 | "Rose Marie" b/w "After Sunset" (from Dreaming With Freeman)                            | -          | -          | Temas que no son del álbum        |
| 1958 | "Jamboree" b/w "Junior Jive"                                                            | -          | -          | Temas que no son del álbum        |
| 1958 | "School Room Rock" b/w "Blues After Hours"                                              | -          | -          | Temas que no son del álbum        |
| 1959 | "Live It Up" b/w "Whispering Hope"                                                      | -          | -          | Temas que no son del álbum        |
| 1959 | "Marshmallows, Popcorn and Soda Pop" b/w "Honey"                                        | -          | -          | Twistin' Time                     |
| 1959 | "A Summer Love" b/w "Always With You"                                                   | -          | -          | Temas que no son del álbum        |
| 1959 | "One More Time Around" b/w "Lost Dreams"                                                | -          | -          | Temas que no son del álbum        |
| 1959 | "Big River" b/w "Night Sounds" (from Twistin' Time)                                     | -          | -          | Temas que no son del álbum        |
| 1960 | "Beautiful Obsession" b/w "Tenderfoot" Shown as "Sir Chauncey and His Exciting Strings" | -          | -          | Temas que no son del álbum        |
| 1960 | "Rockin' Red Wing" b/w "Dark Eyes"                                                      | -          | -          | Temas que no son del álbum        |
| 1960 | "Prayers" b/w "Autumn and Eve"                                                          | -          | -          | Temas que no son del álbum        |
| 1960 | "Theme from The Dark at the Top of the Stairs" b/w "Come On Home" (from Raunchy)        | 70         | -          | The Dark At The Top Of The Stairs |
| 1960 | "Midi-Midinette" b/w "Beyond Our Love" Shown as "Sir Chauncey"                          | -          | -          | Temas que no son del álbum        |
| 1960 | "Hawaiian Eye" b/w "Heartbreak Hotel"                                                   | -          | -          | Temas que no son del álbum        |
| 1961 | "That's All" b/w "Swamp Meeting"                                                        | -          | -          | Raunchy                           |
| 1961 | "Warsaw Concerto" b/w "Theme From Return To Peyton Place"                               | -          | -          | Temas que no son del álbum        |
| 1961 | "The Swingin' Preacher" b/w "Conquest" (from Twistin' Time)                             | -          | -          | Temas que no son del álbum        |
| 1962 | "The Twist" b/w "Shine On Harvest Moon" (from The Stripper)                             | 93         | -          | Twistin' Time                     |
| 1962 | "What Am I Living For" b/w "I Didn't Want To Do It"                                     | -          | -          | The Stripper                      |
| 1962 | "The Stripper" b/w "I Hear You Knocking" (Non-album track)                              | -          | -          | The Stripper                      |
| 1962 | "The Freeloader" b/w "Say It Isn't So" (from Ernie Freeman Plays Irving Berlin)         | -          | -          | Temas que no son del álbum        |
| 1962 | "Half As Much" b/w "I'm Sorry For You, My Friend"                                       | -          | -          | Soulful Sound Of Country Classics |
| 1965 | "Raunchy '65" b/w "Jivin' Around"                                                       | -          | -          | Temas que no son del álbum        |

### Álbumes seleccionados

#### Como músico principal
- Plays Irving Berlin  (Imperial, 1956)
- Jivin 'O Round' '(Imperial, 1957)
- Picante  (Imperial, 1957)
- Tema de  La oscuridad en lo alto de las escaleras  (Imperial, 1960)
- Twistin 'Time' '(Imperial, 1962)
- Fiesta de baile del limbo  (Liberty, 1962)
- Ernie Freeman en el órgano  (Liberty, 1963)
- Creador de éxitos  (ABC, 1967)

#### Otros
- Cry of the Wounded Jukebox  (con Lorenzo Holden, Southland, 1954-1956)
- Man of Many Parts  (con Buddy Collette, Contemporary, 1956)
- Rockin 'with Plas' '(con Plas Johnson, Capitol, 1957)
- The Capitol Years  (con Johnny Otis, Capitol, 1957)
- Esto debe ser el Plas  (con Plas Johnson, Capitol, 1959)
- Mood for the Blues  (con Plas Johnson, Capitol, 1960)
- National City  (con Joiner Arkansas Junior High School Band, Liberty, 1960)
- Half Past Lonely  (con Flo Bennett, SS Jazz, 1962)
- Roots  (con Jimmy Witherspoon, Reprise, 1962)
- Baby, Baby, Baby  (con Jimmy Witherspoon, Prestige, 1963)
- Charlie Barnet  (con Charlie Barnet, Ava, 1962)
- The Intimate Keely Smith  (con Keely Smith, Reprise, 1965)